# طائر الجرس
طائر الجرس الاستوائي الجديد (أو ببساطة طائر الجرس ) هو الاسم الشائع للطيور الجواثم من جنس Procnias ، الموجود في المناطق الاستوائية الجديدة . وهي أعضاء في فصيلة الكوتينجا . جميعها تقتصر على المناطق الحرجية الرطبة الاستوائية أو شبه الاستوائية ، وغالبًا في الجبال المنخفضة أو سفوح التلال . وكما هو واضح من اسمها الشائع ، فإن جميعها تُصدر أصواتًا عالية جدًا تُذكرنا بصوت جرس معدني يُقرع.
ثلاثة من الأنواع الأربعة مقتصرة على أمريكا الجنوبية ، في حين أن النوع الأخير، طائر الجرس ذو الثلاثة أضلاع ، مقتصر على جنوب أمريكا الوسطى.
إنها ثنائية الشكل الجنسي بشكل كبير. للذكور ريش أبيض جزئيًا على الأقل، ولحية أو جلد وجه مكشوف. تفتقر الإناث إلى اللحى/الجلد المكشوف، ويكون لونها زيتونيًا بشكل عام مع خطوط صفراء أسفلها. 

## التصنيف
تم تقديم جنس Procnias في عام 1811 من قبل عالم الحيوان الألماني يوهان كارل فيلهلم إليجر .  يأتي الاسم من الأساطير اليونانية، تم تسمية النوع النموذجي باسم طائر الجرس الملتحي من قبل جورج جراي في عام 1840.

#### أنواعه
- رنان (طائر)
- طائر الجرس الأبيض